# Jean Claude Atongui
Jean Claude Atongui (ur. 8 maja 2003) – kongijski zapaśnik walczący w obu stylach. Brązowy medalista mistrzostw Afryki w 2022, a także igrzysk frankofońskich w 2023 roku.